# Yan Ziyi
Yan Ziyi (chinesisch 严子怡, Pinyin Yán Zǐyí; * 22. Mai 2008 in Ningbo) ist eine chinesische Leichtathletin, die sich auf den Speerwurf spezialisiert hat. Seit 2024 ist sie Inhaberin des U20-Weltrekordes in dieser Disziplin.

## Sportliche Laufbahn
Yan Ziyi machte 2024 erstmals auf sich aufmerksam, als sie im Alter von 15 Jahren mehrfach die 60-Meter-Marke übertraf. Am 14. April war sie den Speer in Hangzhou auf 64,28 m und stellte damit einen neuen U20-Weltrekord auf und löste damit die Griechin Elina Tzengko als Rekordhalterin ab. Im August startete sie bei den U20-Weltmeisterschaften in Lima und siegte dort mit einer Weite von 63,05 m. Im September verbesserte sie den U20-Weltrekord in Quzhou auf 64,41 m und im Jahr darauf verbesserte sie Ende März in Chengdu den U20-Weltrekord auf 64,83 min.
2024 wurde Yan chinesische Meisterin im Speerwurf.